# Bisaccia
Bisaccia est une commune italienne de la province d'Avellino dans la région Campanie en Italie.

## Administration
| Période                                  | Période  | Identité           | Étiquette | Qualité |
| ---------------------------------------- | -------- | ------------------ | --------- | ------- |
| 8 juin 2009                              | En cours | Salvatore Frullone |           |         |
| Les données manquantes sont à compléter. |          |                    |           |         |

### Hameaux
- Bisaccia Nuova, Oscata, Macchitella, Tuoro, Calaggio, Pastina, Pedurza, Piano San Pietro et Piano Regolatore.

### Communes limitrophes
Andretta, Aquilonia, Calitri, Guardia Lombardi, Lacedonia, Scampitella, Vallata

## Lieux historiques. Monuments
- Château ducal de Bisaccia.
- La cathédrale.

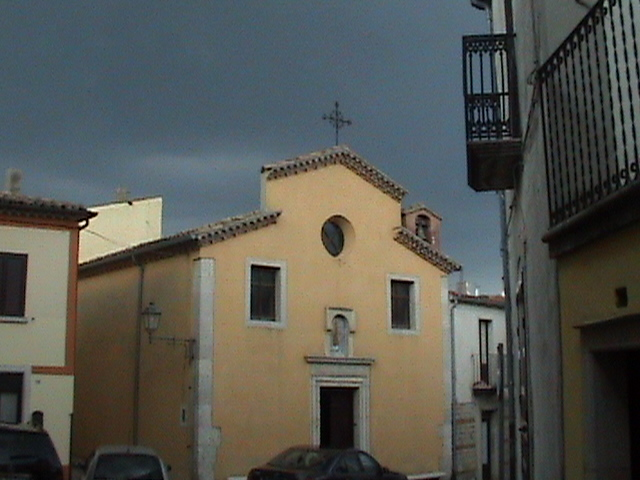

- Chapelle de Santa Maria del Carmine.
- L'église des morts.
- L'église saint Antoine de Padoue.

## Personnalités liées à la commune
- Famille Pignatelli, ducs de Bisaccia
- Pietro Capaldo (1845–1925), sénateur du royaume d'Italie.
- Luigi Capaldo (1855–1947), député du royaume d'Italie.